# 장대높이뛰기
장대높이뛰기는 육상 도약 경기 종목 중 하나이다. 이 종목의 선수들은 신축성이 강하고 긴 장대를 쥐고 도움닫기를 해 가로대를 넘는다. 고대 그리스에서 이미 행해졌으며, 남자 경기는 1896년 제1회 근대 올림픽에서 부터, 여자 경기는 2000년 제27회 올림픽때부터 정식 종목로 채택되었다.
선수가 일반적으로 유리 섬유나 탄소 섬유로 만든 길고 유연한 장대를 사용하여 철봉을 뛰어넘는 육상 경기이다. 장대 점프 대회는 미케네 그리스인, 미노아 그리스인 및 켈트족에게 알려졌다. 남자는 1896년부터, 여자는 2000년부터 올림픽 정식 종목으로 채택되었다.
일반적으로 높이뛰기, 멀리뛰기, 삼단뛰기와 함께 육상 4대 점프 종목 중 하나로 분류된다. 기초적인 수준에서도 참가하려면 상당한 양의 전문 장비가 필요하다는 점에서 육상스포츠 중 이례적이다. 세계 기록을 깨는 옐레나 이신바예바(Yelena Isinbayeva)와 브라이언 스턴버그(Brian Sternberg)를 포함하여 다수의 엘리트 장대 높이뛰기 선수들은 체조 경력이 있으며 이는 스포츠에 필요한 유사한 신체적 특성을 반영한다. 속도, 민첩성, 힘과 같은 신체적 특성은 기술적인 기술과 함께 장대 높이뛰기에 필수적이다.